# Don Cheadle
Donald Frank Cheadle Jr., detto Don (Kansas City, 29 novembre 1964), è un attore, produttore cinematografico e regista statunitense, candidato al premio Oscar per il miglior attore protagonista nel 2005 per l'interpretazione in Hotel Rwanda.
È inoltre noto come interprete di War Machine nel Marvel Cinematic Universe.

## Biografia
Nato nel Missouri, è figlio di Bettye, un'insegnante di psicologia e Donald Cheadle, uno psicologo infantile. Con la famiglia si trasferisce nel Colorado, dove si diploma alla East High School di Denver, successivamente frequenta la California Institute of the Arts. Dopo una lunga gavetta televisiva, che lo vede partecipare ad alcuni episodi di serie TV come Saranno famosi e Avvocati a Los Angeles, nel 1985 debutta in un ruolo minore nel film Scuola guida, poi nel 1987 recita nel film Hamburger Hill: collina 937 di John Irvin, mentre nel 1988 recita in Colors - Colori di guerra.
Negli anni seguenti continua a lavorare in televisione, apparendo in un episodio di Willy, il principe di Bel-Air e lavorando nella serie TV La famiglia Brock. Nel 1995 torna al cinema con i film Cosa fare a Denver quando sei morto e Il diavolo in blu. Verso la fine degli anni novanta inizia a lavorare in film importanti e di successo come Boogie Nights - L'altra Hollywood, Bulworth - Il senatore e Out of Sight di Steven Soderbergh. Con Soderbergh lavora nuovamente nel 2000 in Traffic e nella fortunata trilogia Ocean's Eleven, Ocean's Twelve e Ocean's Thirteen. Sempre nel 2000 è fra i protagonisti del film Mission to Mars.
Nel 2002 prende parte a 4 episodi di E.R. - Medici in prima linea e lavora nel film indipendente Il delitto Fitzgerald, ma è il 2004 l'anno della svolta, quando recita nel premio Oscar Crash - Contatto fisico e viene candidato all'Oscar al miglior attore per il film Hotel Rwanda. 
Il successo internazionale arriva nel 2010, quando sostituisce Terrence Howard nel ruolo di James "Rhodey" Rhodes/War Machine in Iron Man 2, ruolo che riprende nei film successivi Iron Man 3, Avengers: Age of Ultron, Captain America: Civil War, Avengers: Infinity War, Captain Marvel, Avengers: Endgame e Armor Wars, e nelle miniserie televisive The Falcon and the Winter Soldier e Secret Invasion. 
Nel 2021 partecipa al film Space Jam: New Legends nel ruolo della malvagia intelligenza artificiale Al-G Rhythmo.

### Vita privata
Dal 1992 è compagno dell'attrice Bridgid Coulter, da cui ha avuto due figlie, Ayana Tai (nata nel 1995) e Imani (nata nel 1997). È appassionato di Texas hold 'em e partecipa a tornei di livello internazionale.

## Filmografia

### Attore

#### Cinema
- Scuola guida (Moving Violations), regia di Neal Israel (1985)
- Hamburger Hill: collina 937 (Hamburger Hill), regia di John Irvin (1987)
- Colors - Colori di guerra (Colors), regia di Dennis Hopper (1988)
- Roadside Prophets, regia di Abbe Wool (1992)
- The Meteor Man, regia di Robert Townsend (1993)
- Il diavolo in blu (Devil in a Blue Dress), regia di Carl Franklin (1995)
- Cosa fare a Denver quando sei morto (Things to Do in Denver When You're Dead), regia di Gary Fleder (1995)
- Boogie Nights - L'altra Hollywood (Boogie Nights), regia di Paul Thomas Anderson (1997)
- Vulcano - Los Angeles 1997 (Volcano), regia di Mick Jackson (1997)
- Out of Sight, regia di Steven Soderbergh (1998)
- Bulworth - Il senatore (Bulworth), regia di Warren Beatty (1998)
- The Family Man, regia di Brett Ratner (2000)
- Traffic, regia di Steven Soderbergh (2000)
- Mission to Mars, regia di Brian De Palma (2000)
- Colpo grosso al drago rosso - Rush Hour 2 (Rush Hour 2), regia di Brett Ratner (2001)
- Codice: Swordfish (Swordfish), regia di Dominic Sena (2001)
- Ocean's Eleven - Fate il vostro gioco (Ocean's Eleven), regia di Steven Soderbergh (2001) - non accreditato
- Il delitto Fitzgerald (The United State of Leland), regia di Matthew Ryan Hoge (2003)
- The Assassination (The Assassination of Richard Nixon), regia di Niels Mueller (2003)
- After the Sunset, regia di Brett Ratner (2003)
- Ocean's Twelve, regia di Steven Soderbergh (2004)
- Crash - Contatto fisico (Crash), regia di Paul Haggis (2004)
- Hotel Rwanda, regia di Terry George (2004)
- The Dog Problem, regia di Scott Caan (2006)
- Ocean's Thirteen, regia di Steven Soderbergh (2006)
- Darfur Now, regia di Ted Braun (2007)
- Parla con me (Talk to Me), regia di Kasi Lemmons (2007)
- Reign Over Me, regia di Mike Binder (2007)
- Traitor - Sospetto tradimento (Traitor), regia di Jeffrey Nachmanoff (2008)
- Hotel Bau (Hotel for Dogs), regia di Thor Freudenthal (2009)
- Brooklyn's Finest, regia di Antoine Fuqua (2009)
- Iron Man 2, regia di Jon Favreau (2010)
- Un poliziotto da happy hour (The Guard), regia di John Michael McDonagh (2011)
- Flight, regia di Robert Zemeckis (2012)
- Iron Man 3, regia di Shane Black (2013)
- Avengers: Age of Ultron, regia di Joss Whedon (2015)
- Miles Ahead, regia di Don Cheadle (2015)
- Captain America: Civil War, regia di Anthony e Joe Russo (2016)
- Avengers: Infinity War, regia di Anthony e Joe Russo (2018)
- Captain Marvel, regia di Anna Boden e Ryan Fleck (2019) - cameo
- Avengers: Endgame, regia di Anthony e Joe Russo (2019)
- Space Jam: New Legends (Space Jam: A New Legacy), regia di Malcolm D. Lee (2021)
- No Sudden Move, regia di Steven Soderbergh (2021)
- Rumore bianco (White Noise), regia di Noah Baumbach (2022)
- Inarrestabile (Unstoppable), regia di William Goldenberg (2025)

#### Televisione
- Willy, il principe di Bel-Air (The Fresh Prince of Bel-Air) – serie TV, episodio 1x05 (1990)
- Cuori al Golden Palace (The Golden Palace) – serie TV (1992)
- Mr. Cooper (Hangin' with Mr. Cooper) – serie TV, 2 episodi (1993)
- Più in alto di tutti (Rebound: The Legend of Earl "The Goat" Manigault), regia di Eriq La Salle – film TV (1996)
- Rat Pack - Da Hollywood a Washington (The Rat Pack), regia di Rob Cohen – film TV (1998)
- Fail Safe, regia di Stephen Frears – film TV (2000)
- E.R. Medici in prima linea (ER) – serie TV, 1 episodio (2002)
- House of Lies – serie TV, 58 episodi (2012-2016)
- Black Monday – serie TV (2019-2021)
- The Falcon and the Winter Soldier – serie TV (2021)
- Secret Invasion – miniserie TV, 6 puntate (2023)
- Big Mouth - serie animata, episodio 7x06 (2023)

### Regista
- Miles Ahead (2015)

### Sceneggiatore
- Miles Ahead (2015)

### Produttore
- Crash - Contatto fisico (Crash), regia di Paul Haggis (2004)
- Parla con me (Talk to Me), regia di Kasi Lemmons (2007)
- Darfur Now, regia di Ted Braun (2007)
- Traitor - Sospetto tradimento (Traitor), regia di Jeffrey Nachmanoff (2008)
- Crash – serie TV, 26 episodio (2008-2009)
- Un poliziotto da happy hour (The Guard), regia di John Michael McDonagh (2011)
- St. Vincent, regia di Theodore Melfi (2014)
- Miles Ahead, regia di Don Cheadle (2015)
- House of Lies – serie TV, 58 episodi (2012-2016)

### Doppiatore
- I Simpson 11 (The Simpsons) – serie animata, episodio 11 (2000)
- Iron Man 2 – videogioco (2010)
- DuckTales – serie animata (2017-2020)[1]
- Space Jam: New Legends (Space Jam: A New Legacy), regia di Malcolm D. Lee (2021)
- What If...? – serie animata (2021-in corso)
- The Wonder Years – serie TV, 12 episodi (2021-in corso)
- Agente Elvis – serie animata, 10 episodi (2023-in corso)

## Doppiatori italiani
Nelle versioni in italiano delle opere in cui ha recitato, Don Cheadle è stato doppiato da:
- Fabrizio Vidale in Iron Man 2, Un poliziotto da happy hour, Flight, Iron Man 3, Avengers: Age of Ultron, Captain America: Civil War, Avengers: Infinity War, Captain Marvel, Avengers: Endgame,  The Falcon and the Winter Soldier, Secret Invasion, Inarrestabile
- Fabio Boccanera in Vulcano - Los Angeles 1997, Rat Pack - Da Hollywood a Washington, Il delitto Fitzgerald, Brooklyn's Finest, House of Lies, Black Monday
- Simone Mori in Traffic, Colpo grosso al Drago Rosso - Rush Hour 2, Ocean's Eleven - Fate il vostro gioco, Ocean's Twelve, Ocean's Thirteen, Reign Over Me
- Angelo Maggi in Codice: Swordfish, Hotel Rwanda, Crash - Contatto fisico, Traitor - Sospetto tradimento
- Franco Mannella in Mission to Mars, Hotel Bau, Rumore bianco
- Massimo De Ambrosis in Boogie Nights - L'altra Hollywood, Bulworth - Il senatore
- Roberto Draghetti in The Assassination, After the Sunset
- Alberto Bognanni in Miles Ahead, No Sudden Move
- Andrea Ward in Hamburger Hill: collina 937
- Mauro Gravina in Willy, il principe di Bel-Air
- Massimo Corvo in Cuori al Golden Palace
- Massimo Lodolo in Mr. Cooper
- Gaetano Varcasia in E.R. - Medici in prima linea
- Nino Prester in Il diavolo in blu
- Loris Loddi in Più in alto di tutti
- Riccardo Rossi in Out of Sight
- Pino Insegno in The Family Man
- Stefano Mondini in Death Row - Nel braccio della morte
- Andrea Lavagnino in Space Jam: New Legends

Da doppiatore è sostituito da:
- Fabrizio Vidale in What If...?, The Wonder Years
- Enrico Di Troia ne I Simpson
- Simone Mori in DuckTales (ep. 1x23)
- Massimiliano Manfredi in DuckTales (ep. 3x02)
- Paolo Vivio in The Boys: Diabolical

## Riconoscimenti
- Premio Oscar
  - 2005 – Candidatura al miglior attore per Hotel Rwanda